# A Lenda da Garça
A Lenda da Garça é uma telenovela portuguesa de Victor Cunha Rego, escrita por Paula Mascarenhas, iniciada a 13 de setembro de 1999 e com término no ano seguinte, na RTP1.

## Sinopse
A história da telenovela "A Lenda da Garça" centra-se na Quinta da Garça, propriedade da família Faria de Castro. Mergulhada em pleno Minho, a Quinta da Garça tem sido ao longo dos tempos um palco trágico, carregando uma lenda de amores infelizes. Diz-se que lá terá vivido breves meses Inês de Castro — a dita de "Colo de Garça", que logo apelidou a Quinta — de passagem para o seu destino português. E lá também terá pernoitado Beatriz de Castro, a sempre noiva que se tornou lenda mais a Sul, no Alentejo. Hoje, a Quinta é uma terra muito cobiçada. Nela se pretende construir um autódromo e toda uma série de infra-estruturas hoteleiras. Tal hipótese gera discórdias no seio da família Faria de Castro.
Outrora viveram na Quinta Da Garça, José e Madalena Faria de Castro e as suas duas filhas: Inês e Mariana. Quando Madalena adoeceu com lúpus, a sua irmã Beatriz mudou-se de "armas e bagagens" para a Quinta, onde vive até hoje. Inês e Mariana despontavam então para a adolescência e por isso foram criadas pela tia e pelo pai. José Faria de Castro dirigia a fábrica têxtil que pertencera à família da mulher. Após o 11 de Março de 1975, na sequência da descapitalização da fábrica pelos dois outros sócios, o pai de Inês e Mariana viu-se obrigado a sair do país. Nessa altura deixou apenas uma carta à cunhada Beatriz dizendo-lhe que ia tentar "encontrar a luz num país distante" e confiando-lhe a gestão da Quinta da Garça e a educação de Inês, a filha mais nova, que então estudava medicina. Ninguém mais soube dele e o seu paradeiro é desconhecido há 24 anos. Hoje, a possibilidade de venda da Quinta da Garça lança a discussão entre Inês e Mariana e torna necessária a procura do paradeiro do pai.
Inês nem quer ouvir falar da venda da Quinta. Mariana não quer outra coisa… deseja proceder às partilhas e começa a receber "adiantamentos" pela preferência dada a determinados interessados que o negócio far-se-à pela certa, garante. No entanto, nem tudo correrá como Mariana previra. A tia Beatriz vai dificultar-lhe a vida pois também ela se opõe à ideia e Inês acaba por descobrir a chave fundamental para fechar de vez a desavença…

## Elenco
- Alexandre Passos - Juliano
- Ana Bustorff[2] - Mariana Bessa Faria de Castro
- Ana Maria Moreira
- André Gago[2][9] - Vasco Fernandes Correia Lima
- Ângela Ribeiro - Rosalina
- António Capelo - Zé Maria Bordalo
- António Cara D'Anjo - Vicente Abreu
- Carlos Gomes
- Carlos Quintas[2] - Eduardo Menezes
- Carlos Vieira - Alexandre
- Carmen Dolores[2][10] - Beatriz Bessa
- Cremilda Gil - Dádá Matos
- Cristina Cunha - Fátima Antunes
- Daniel Nabiço - Pepe (amigo de João Filipe)
- Elsa Valentim - Cristina Coutinho
- Filipa Gordo - Nica
- Filipe Crawford[11] - Álvaro Silva
- Filipe Ferrer[2] - Padre Gabriel
- Gonçalo Pimentel - Januário
- Guilherme Filipe - Ricardo Sampaio
- Henrique Viana[2] - Domingos Matos
- Isabel Medina[2] - Clotilde
- João Tiago Pimentel - Pedro (amigo de João Filipe)
- Jorge Paupério - Luís Braga
- Jorge Trêpa - Artur (amigo de João Filipe)
- José Gomes - Jorge Correia Lima
- José Pinto - Raul Olivério
- Luís Esparteiro[2][12] - Alberto Basto Queiroz
- Lurdes Norberto[2] - Helena Fernandes Correia Lima
- Manuel Cavaco[2] - Rodolfo Moretti
- Manuel Lourenço[13] - Carlos Cordeiro
- Manuela Carona - Teresa Dantas
- Maria Dulce - Benvinda Matos
- Maria João Guimarães - Rita
- Marina Albuquerque - Adélia
- Mário Gil - Edmundo Oliveira
- Marques D'Arede[2][14] - José Paulo Dantas
- Miguel Hurst - Guilherme
- Mónica Calle - Lála (Laura Beckford)
- Natália Luiza - Inês Bessa Faria de Castro
- Patrícia Tavares[2][15] - Francisca Faria de Castro Basto Queiroz
- Pedro Granger[2][16][17][18][19][20] - João Filipe Faria de Castro Braga
- Pureza Pinto Leite - Ana
- Rodolfo Neves - António Barão
- Rodrigo Menezes[21][22][23][24][25][26][27][28][29][30] - Jaime
- Sinde Filipe[2][31] - José Faria de Castro
- Sofia Grillo[2][32] - Matilde Faria de Castro Queiroz
- Sofia Nicholson[33] - Cláudia
- Sónia Aragão[2] - Maria do Céu
- Susana Sá - Nicha
- Tânia Antunes - Carolina
- Tozé Martinho - Clemente Bastos
- Yolanda - Babicha

## Elenco anos 70
- Eduardo Viana - José Faria de Castro
- Fátima Belo - Beatriz Bessa

## Elenco Adicional
- Ana Mafalda
- Andreia Vasconcelos
- António Cid - Amigo de Mariana na festa de aniversário
- António Lopes
- António Vaz Mendes - Juiz (processo de declaração da morte de José Faria de Castro)
- Augusto Portela - Eng. Ambar
- Benedita Pereira[34][35][36] - Luzinha
- Benjamim Falcão - Feliciano Rôxo
- Canto e Castro - Laurentino
- Carlos Santos - Marido de Adelina
- Carlos Sebastião - Pai de Margarida (criança doente)
- Carolina Ortigão - Juja (amiga de Mariana)
- Catarina Avelar - Filomena
- Diogo Morgado[37] - Manuel Domingos
- Eduardo Ferreira
- Fátima Brito - Ângela (secretária da Fundação)
- Flávia Sardinha - Alda (filha de Adelina)
- Florbela Oliveira[38] - Mulher no hospital
- Gil do Carmo - Cigano
- Graciete R. - Li (companheira Macaense de José)
- Joana Almeida
- João Rosa
- Jorge Falé
- José António Alves - Paulo (companheiro de Alvarinho)
- Luís Anjos - Inácio
- Luís Gonzaga Fernandes
- Luís Oliveira
- Luisa Ortigoso[39][40] - Cigana
- Lourdes Lima - vizinha de Adelina
- Maria Clemência Matos
- Maria Helena Falé[41] - Mãe de Alexandre
- Maria José Cintra
- Marta Aragão Pinto - Amiga de Alberto que se envolve com ele
- Miguel Ferreira - Pedro Carvalho (amigo que dá explicações a Francisca)
- Nelson Freitas - Valentim Miranda (presidente da Câmara Municipal)
- Olga Dias - Esmeralda (mulher do Comendador Moretti)
- Óscar Branco - Taxista
- Pedro Martinho[42] - Soluços
- Raquel Maria - Adelina
- Regina Paula - Paciente
- Ricardo Trêpa[43][44] - Rodrigo
- Rosa Bella - Isabel Croft
- Rosa Vieira - Cidália (secretária do Comendador Moretti)
- Rute Marques - Rapariga na ourivesaria
- Sérgio Moreno
- Tiago Fernandes - Irmão de Margarida (criança doente)
- Vitor Filipe - Engenheiro Pestana

## Curiosidades
- Esta telenovela já foi repetida pela RTP1 na hora de almoço (14h10) entre 24 de Janeiro e 9 de Setembro de 2005 e foi reexibida pela segunda vez na RTP Memória em substituição à novela Os Lobos, no horário das 6 horas da madrugada com repetição às 17 horas, a partir do dia 26 de Dezembro de 2012.
- Os exteriores da novela foram gravados no Norte de Portugal, com destaque para as cidades de Guimarães e Porto.
- A "Quinta da Garça" foi filmada no Paço de São Cipriano, em Guimarães.
- As gravações da novela iniciaram-se a 25 de Janeiro de 1999 e terminaram em Julho do mesmo ano.
- O trio protagonista era especialmente característico: três actrizes que faziam pouca televisão, estando mais presentes no Teatro e no Cinema. Carmen Dolores encabeçava o elenco depois de um interregno de 6 anos, quando participara na telenovela A Banqueira do Povo. Ana Bustorff estreava-se no registo de telenovela, depois de ter feito algumas séries e sitcoms. Natália Luiza regressava à NBP, 2 anos depois de ter participado na novela A Grande Aposta.
- Aqui se estrearam Pedro Granger, Cristina Cunha, Rodrigo Menezes, Susana Sá, Pureza Pinto Leite.
- Mónica Calle estreou-se aqui em televisão, depois de vários anos de trabalho em teatro e cinema.
- "A Lenda da Garça" ficou marcada também por alguns "regressos":
- Sofia Nicholson regressava à ficção nacional e à NBP, depois de ter participado em 1992 em Cinzas (telenovela), a novela de arranque da NBP.
- Elsa Valentim, Tozé Martinho e Sónia Aragão regressavam ao registo de telenovela depois de 4 anos de "ausência", quando participaram em Roseira Brava.
- André Gago e Cremilda Gil também não participavam numa telenovela desde 1996, altura em que fizeram Vidas de Sal.
- Filipe Ferrer voltava à NBP e a este formato, 4 anos depois de ter co-protagonizado Primeiro Amor (telenovela).